# Майор Гром (фильм)
«Майо́р Гром» — российский короткометражный художественный супергеройский фильм с элементами комедии 2017 года режиссёра Владимира Беседина, основанный на одноимённой серии комиксов российского издательства Bubble Comics. Картина повествует об опытном сотруднике полиции из Санкт-Петербурга, майоре полиции Игоре Громе, который пытается остановить ограбление банка, спасти заложников и задержать банду из трёх вооружённых грабителей, скрывающих лица под масками хоккеистов из популярного советского мультфильма «Шайбу! Шайбу!».
О планах снять фильм Bubble Comics заявили на Comic Con Russia в октябре 2015 года, когда было объявлено о создании собственного киноподразделения — Bubble Studios. Написанием сценария занимались режиссёр проекта Владимир Беседин, наиболее известный по развлекательной сатирической программе «Шоу Гаффи Гафа» на YouTube, и Артём Габрелянов, один из создателей персонажа Игоря Грома и автор большинства сюжетов о нём. Съёмки начались в августе 2016 года и проходили в Санкт-Петербурге в течение месяца. В сентябре отснятый материал прошёл процесс монтажа, а в середине октября был сдан на постпродакшен. Запись различных элементов музыки саундтрека осуществлялась в трёх странах: России, США и Великобритании. Для продвижения фильма был выпущен комикс-приквел «Майор Гром: Шанс», рассказывающий о том, как образовалась банда грабителей.
Международная премьера прошла 11 февраля 2017 года на Берлинале. Для широкой публики премьера состоялась 19 февраля 2017 года в виде прямой трансляции на сайте Life.ru. 21 февраля фильм был опубликован на YouTube-канале издательства, где за первые сутки набрал более 1,7 миллиона просмотров. Реакция критиков была в целом положительной: большинство отмечали хорошо проделанную работу над визуальной составляющей, боевыми сценами и трюками, но критиковали переигрывание актёров и примитивный сюжет.

## Сюжет
Трое вооружённых людей, скрывающие лица под масками хоккеистов команды «Метеор» из популярного советского мультфильма «Шайбу! Шайбу!», врываются в банк. Главарь (Иван Фоминов) требует менеджера с ключом от главного хранилища. В хранилище вышедшего мужчину сопровождает член банды по прозвищу Псих (Антон Кузнецов). В эйфории Псих хватает деньги с полок и носит их наверх в тележку. Через некоторое время он решает привлечь к работе и менеджера и замечает, что у того на бейджике изображено лицо совсем другого человека.
Действие фильма возвращается к началу ограбления. Выясняется, что человек, выдававший себя за менеджера, — это майор полиции Игорь Гром (Александр Горбатов) из ГУ МВД России по Санкт-Петербургу и Ленинградской области, который зашёл в банк, чтобы снять деньги в банкомате. Когда грабители берут в заложники посетителей и начинают искать менеджера, Гром просчитывает возможные варианты обезвреживания преступной группы, но каждый раз приходит к выводу, что открытая конфронтация с вооружёнными грабителями закончится либо его собственной смертью, либо смертью кого-нибудь из заложников. Его размышления прерывает выползающий из укрытия настоящий менеджер банка (Виталий Альшанский). Майор решает притвориться им. После этого действие возвращается обратно в хранилище, где подставной менеджер ударом отправляет разоблачившего его преступника в нокаут.
Майор Гром выходит из хранилища и встречает охранника банка (Анатолий Кощеев), не заметившего начало ограбления. Гром предъявляет своё удостоверение и просит охранника не мешать. Нервничая из-за долгого отсутствия Психа и менеджера, Главарь отправляет третьего члена банды, Громилу (Ойсель Море Деспайгне), узнать, в чём дело. Громила находит Психа лежащим на груде банкнот и пытается привести его в чувство, но сзади подходит Гром и вырубает его. Главарь нервничает всё сильнее и даже стреляет, когда заложники начинают переговариваться. Из-за угла выезжает тележка, в которой без сознания лежат Псих и Громила, следом выходит и Гром. Главарь начинает стрелять из всего имеющегося у него оружия в сторону майора, но тот успевает спрятаться. Выпустив весь боезапас, Главарь хватает сумки с деньгами из касс и убегает из банка. Гром видит второго охранника, оказавшегося братом-близнецом первого, и просит его присмотреть за преступниками и вызвать полицию, а сам отправляется вдогонку за Главарём.
Главарь пытается сесть в ожидающую его машину, но Водила (Данила Якушев) начинает пререкаться с ним и тянуть время. Они отъезжают как раз тогда, когда Гром выходит из банка, однако далеко уехать не удаётся — на перекрёстке машину сбивает мусоровоз. Водила оказывается сильно ранен, а Главарю удаётся выбраться из машины. Он бежит дальше, Гром его преследует. В это время к банку подъезжают полицейские и по рассказам бывших заложников понимают, что ограблению помешал майор Гром.
Майор преследует преступника в заброшенном отеле, где между ними начинается драка. Главарю удаётся повалить Грома и убежать. Придя в себя, майор продолжает преследование. Не без труда он настигает грабителя и берёт под арест. В программе вечерних новостей телеведущая рассказывает об арестованных грабителях и сообщает, что ограбление в одиночку предотвратил майор Гром. Перед началом титров демонстрируется сцена, где показан человек в костюме чумного доктора, зажигающий спичку и бросающий её на землю, после чего вспыхивает пламя.

## Актёры
| Актёр                 | Роль             |
| --------------------- | ---------------- |
| Александр Горбатов    | майор Игорь Гром |
| Иван Фоминов          | «Главарь»        |
| Антон Кузнецов        | «Псих»           |
| Ойсель Море Деспайгне | «Громила»        |
| Данила Якушев         | «Водила»         |

| Актёр              | Роль                                            |
| ------------------ | ----------------------------------------------- |
| Анатолий Кощеев    | близнецы-охранники банка                        |
| Виталий Альшанский | Михаил Юрьевич Пыжиков, менеджер Росгарантбанка |
| Ульяна Куликова    | ребёнок-заложник                                |
| Алина Бунк         | старшая кассирша                                |
| Евгения Щербакова  | телеведущая Анна Теребкина                      |

При проведении кастинга продюсер Артём Габрелянов поставил условие: отсутствие у актёров большого количества сыгранных ролей и известности. Он обосновал своё решение тем, что популярность актёра, как он верит, мешает зрителю абстрагироваться от его (актёра) предыдущих ролей. Первое время на роль главного героя, майора Грома, рассматривалась кандидатура Григория Добрыгина, известного по главным ролям в фильмах «Чёрная молния» и «Как я провёл этим летом», но в конечном итоге был выбран Александр Горбатов, до этого снимавшийся исключительно в телесериалах. Впоследствии Габрелянов положительно отзывался о работе Горбатова и отмечал сходство актёра с оригинальным персонажем.
Алина Бунк, говоря о своих впечатлениях о съёмках фильма, упоминала вклад продюсеров, предоставивших членам съёмочной площадки хорошие условия для работы, а Кира Кауфман (исполнившая роль жены миллионера, посетителя банка) — профессионализм всех занимающихся созданием фильма людей.
На данный момент (2018 год), студия так и не раскрыла личность актёра, сыгравшего эпизодическую роль человека в костюме чумного доктора. По словам творческого продюсера и по совместительству главного редактора издательства Bubble, Романа Коткова, готовится отдельный анонс, в котором и будет представлен актёр.

## Производство

### Разработка
Планы по созданию киноадаптации собственных комиксов, по признанию генерального директора Артёма Габрелянова и главного редактора Романа Коткова, были у Bubble ещё с начала истории издания. Спустя несколько лет, когда Bubble уже завоевала лидирующие позиции в комикс-индустрии России, в компании было принято решение начать процесс разработки первой экранизации по собственным комиксам. По словам Габрелянова, ему поступали предложения от телекомпаний и продюсеров, хотя в Bubble решили заниматься созданием картины собственными силами, мотивируя это «имением полного контроля над творческим процессом» и опытом Marvel: ещё до создания собственного киноподразделения Marvel продавала лицензии на своих персонажей сторонним киностудиям, однако впоследствии в издательстве решили заниматься созданием экранизаций собственноручно, основав Marvel Studios. Концепция Кинематографической вселенной Marvel и Расширенной вселенной DC, позволяющая собрать героев отдельных сольных фильмов в один кинокроссовер, пришлась продюсеру по нраву; было решено следовать такому же формату. Последовав их примеру, в Bubble было принято решение заняться основанием собственного киноподразделения, Bubble Studios, на которое ложилась бы ответственность за создание фильмов по комиксам издательства. В компании было разработано расписание на несколько лет вперёд, по итогам которого за десять лет киностудия должна была снять семь экранизаций своих комиксов. Перед тем как начать создание полнометражных фильмов, Габрелянов посчитал нужным в первую очередь попробовать силы и возможности студии в коротком метре, сделав первым проектом Bubble Studios короткометражку, изначально рассчитанную на семь минут. То, что выбор на первый фильм пал на комиксы о майоре Громе, Габрелянов прокомментировал следующим образом: «Я обычно могу говорить про поднятие духа, что очень важно показать образ полицейского — но на самом деле он будет гораздо дешевле в производстве, чем Бесобой, у которого всё в чертях, в демонах, куча компьютерной графики».
Идея создания собственной киностудии появилась у Габрелянова после долгой совместной работы с режиссёром Владимиром Бесединым и композитором Романом Селиверстовым над различными сторонними от издательства Bubble Comics проектами. По его словам, он принял это решение после того, как увидел клип на песню группы IOWA, срежиссированный Бесединым. Первым плодом их сотрудничества в рамках Bubble Studios стал двухминутный промо-ролик для кроссовер-серии «Время ворона», повествующей об объединении главных героев комиксов Bubble — майора Грома, Красной Фурии, Инока и Бесобоя — в противостоянии восставшему из мёртвых богу лжи и обмана Кутху, чей образ был основан на одноимённом персонаже ительменской мифологии — воплощении духа ворона. Ролик был продемонстрирован публике 5 октября 2015 года на Comic Con Russia, где и было анонсировано создание киноподразделения и съёмки экранизации «Майора Грома».
Габрелянов не раз упоминал, что черпал вдохновение из таких боевиков, как «Грязный Гарри», «Смертельное оружие» и «Агенты А.Н.К.Л.», и что при съёмке фильмов своей киновселенной Bubble Studios будет опираться на опыт Marvel Studios. Говоря о общем фоне произведений, Габрелянов уверял, что они будут иметь более лёгкий тон, нежели, к примеру, работы режиссёра Кристофера Нолана в рамках экранизаций комиксов о Бэтмене, известных своей мрачностью. Тем самым ставится под вопрос судьба некоторых сцен жестокости из оригинальных комиксов о майоре Громе, из-за которых несколько выпусков серии получили рейтинг «18+». Сам Габрелянов утверждал, что это являлось одной из причин, по которой и была начата разработка короткометражного фильма, ибо создатели были не уверены в том, что следует оставить как есть, а что лучше переписать либо полностью исключить из сценария. В самом сценарии руководители Bubble Studios планируют оставить примерно 80 % от сюжета оригинальных комиксов и добавить 20 % «нового контента».

### Подготовка к съёмкам

В создании внешнего вида для машин российской полиции участвовал Денис Попов, дизайнер оригинальных комиксов Bubble

Над сценарием фильма работали Артём Габрелянов, автор сюжетов большинства выпусков о Громе, и Владимир Беседин. Работа над историей была завершена 23 февраля 2016 года, о чём Беседин сообщил в своём Инстаграме. В апреле активно проходил кастинг. Беседин сделал для каждого героя фильма презентацию, в которой описывал своё видение персонажа, после чего исполнительный продюсер Фёдор Кан, опираясь на это, искал кастинг-директора, чья задача заключалась бы в отборе соответствующих актёров, основываясь на предоставленных презентациях. В итоге одним из кастинг-директоров стала Елена Корнеева. Определившись с этой должностью, Bubble Studios приступила к процессу кастинга, проходившего в Москве. Главным условием для создателей при подборе актёров, в том числе и для эпизодичных ролей, было отсутствие у них большого «послужного списка». «Нельзя тасовать засаленную колоду российских знаменитостей из одного фильма в другой, потому что они уже приедаются, потому что ты уже не можешь абстрагироваться от того, что ты видел их в других фильмах, исполняющих совершенно другие роли», — комментировал решение Габрелянов. Наиболее сложным и нервным был поиск исполнителя роли самого Майора. По словам Габрелянова, один из кастинг-директоров предлагал на эту роль Марата Башарова. Сами создатели одно время рассматривали на роль Григория Добрыгина, но в итоге окончательный выбор пал на Александра Горбатова.
Сложным процессом Габрелянов также назвал создание масок для главных злодеев фильма: от долгих переговоров по приобретению у «Союзмультфильма» прав на использование образов хоккеистов команды «Метеор» из «Шайбу! Шайбу!» до собственно самого изготовления масок, созданием и покраской которых вручную занимались сотрудники Санкт-Петербургской компании «Пиратская студия». Маски специально должны были быть ударостойкими, дабы избежать их поломки во время съёмок боевых сцен. С целью реализовать это при их производстве был использован двухкомпонентный пластик. Причиной, по которой для масок был выбран образ именно хоккеистов команды «Метеор», Габрелянов назвал их беспринципность, что, по его мнению, делало их «единственными настоящими русскими злодеями».
Создатели также решили, в рамках своей киновселенной, полностью переработать внешний вид российской полиции: от формы до дизайна служебных машин, для которых были использованы автомобили марки Audi. Данное решение режиссёр Владимир Беседин назвал одним из шагов по созданию «альтернативной» версии Санкт-Петербурга, представленного в фильме обычным красивым европейским городом, а не «дождливым и депрессивным», каковым авторы видят его в других произведениях. По той же причине был переработан и образ российской полиции: «Если бы к банку, в который ворвались по сюжету фильма грабители, подъезжал бы бобик с пузатыми дяденьками с фуражками набекрень, то вся атмосфера супергеройского фильма сразу упала бы до нуля. Поэтому у нас полицейские на крутых тачках и в крутой форме — такие, какими мы хотели в будущем видеть всех полицейских в реальности».

### Съёмки

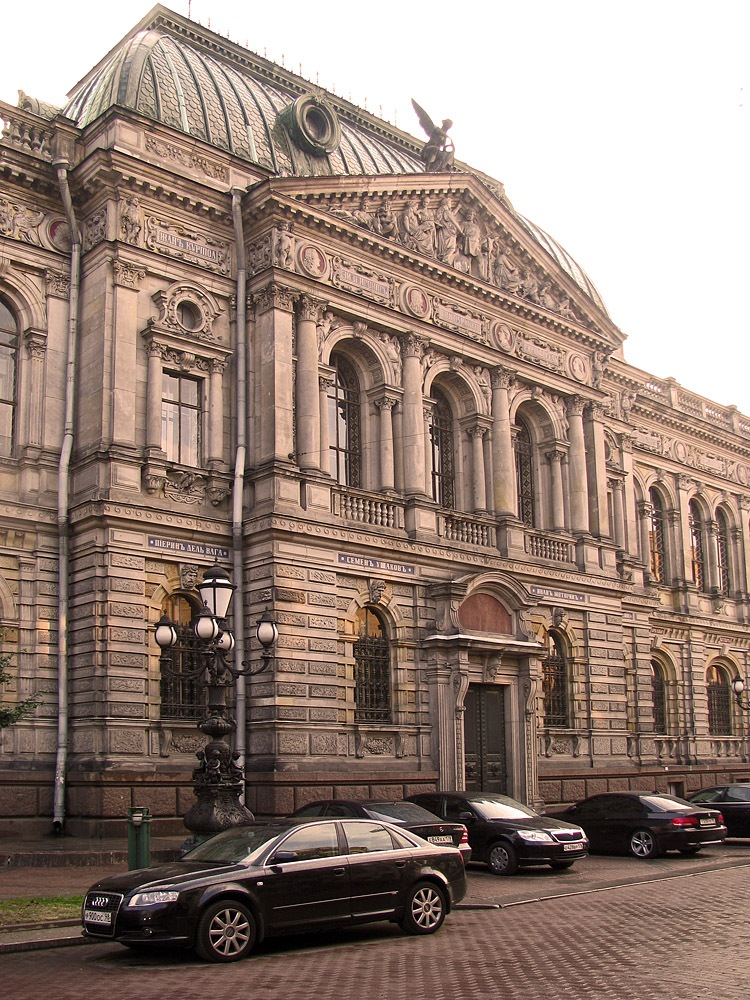
Экстерьером вымышленного «Росгарантбанка» послужило здание Санкт-Петербургской художественно-промышленной академии имени А. Л. Штиглица

Съёмки были намечены на август 2016 и должны были проходить в Санкт-Петербурге. Подготовка проходила на протяжении трёх месяцев. Сам процесс начался 1 августа. В первую очередь было решено снимать сцены внутри вымышленного банка. Дом у Сенной площади, послуживший интерьером для «Росгарантбанка», ранее принадлежал Балтийскому банку, покинувшему здание после закрытия отделения. Интерьер банка сохранился полностью, однако в Bubble Studios посчитали нужным демонтировать и убрать всё, что находилось в помещении, и построить на этом месте свои декорации, дабы лучше передать своё видение фильма. На создание декораций ушло два месяца. Некоторое оборудование дорабатывалось в процессе снятия фильма: так, в одной из сцен для достижения съёмки сцены на большой скорости была использована скоростная тележка. Возникла проблема, заключающаяся в её возможном сходе с рельсов во время движения на огромной скорости. С решением данной ситуации помог кинооператор Сергей Астахов. Он также внёс весомый вклад при работе над системой круговой съёмки в 360 градусов, созданной для одной из сцен борьбы Грома с грабителями.
После того, как Bubble Studios связалась с администрацией города, чтобы согласовать съёмки и перекрыть некоторые улицы города, им была поставлена задача: за месяц до их начала разработать альтернативный маршрут для движения общественного транспорта на время съёмочного процесса. Для предупреждения граждан на используемых улицах были развешаны объявления о временном приостановлении дорожного движения. Также были расклеены плакаты вымышленной социальной сети «Вместе» из комиксов о Громе. На улицах Петербурга съёмки начались 20 августа, на Соляном переулке у здания академии имени А. Л. Штиглица, где снимались начало фильма у входа в банк и эпизод в машине с грабителями. При съёмке открывающей сцены использовался мультикоптер, который во время процесса зацепился в воздухе за провода и упал на землю. Само оборудование разбилось, однако снятый с помощью него материал не пострадал. Съёмки сцены в машине продолжились 21 августа, наряду с коротким эпизодом погони Грома за автомобилем на улице Пестеля, в районе от набережной реки Фонтанки до Гагаринской улицы. 22 августа съёмки были затруднены дождливой погодой. Момент с врезавшимся в машину мусоровозом проходил на перекрёстке Ковенского переулка и улицы Радищева и снимался одним из последних — 28 августа.
Для того, чтобы уложиться в график, некоторые сцены снимались параллельно друг с другом. Так, одновременно со съёмками в Петербурге прошли съёмки в Москве, где был записан эпизод с телеведущей Анной Теребкиной. Съёмки финальной части фильма проходили в заброшенном отеле «Северная корона», располагающемся на набережной реки Карповки. Специально для сцены была разработана и создана пятиметровая статуя Посейдона, которую расположили посередине главного холла гостиницы, под куполом колоннады. Съёмки завершились 28 августа и совпали с днём рождения режиссёра фильма Владимира Беседина. Весь процесс работы над фильмом занимал от 16 до 18 часов в день. Этап монтажа проходил в сентябре, после чего, 14 октября 2016 года, фильм был отдан на постпродакшн. Занималась им студия CG Factory, известная созданием спецэффектов для таких фильмов, как «Экипаж», «Хардкор» и «Ночной дозор». Обработке компьютерной графикой подверглось около 302 кадров отснятого материала. После окончания внедрения компьютерной графики, а также написания, записи и сведения музыкальных композиций к фильму, был изготовлен цифровой кино-пакет «Майора Грома». В итоге бюджет фильма составил 1 миллион долларов; инвестором выступал Арам Габрелянов — отец Артёма Габрелянова и генеральный директор издания Life.ru.

## Саундтрек
Автором всего оригинального музыкального сопровождения к фильму стал композитор Роман Селиверстов. Написание саундтрека проходило с сентября по декабрь 2016 года. Специально для фильма были записаны две песни: Move Like a Devil и It Might Be Better, которые сочинялись уже при готовом монтаже фильма, специально под определённые сцены. Композиции разительно отличаются друг от друга: Move Like a Devil — рок-песня в быстром темпе, с ударными оркестровыми и протяжными хоровыми вставками, в то время как It Might Be Better представляет собой более медленную, спокойную и слегка лирическую балладу о любви. Создание последней прошло довольно легко и быстро; как рассказывает Роман Селиверстов, он главным образом написал её один — сделал пару черновиков, после чего дал послушать режиссёру фильма Владимиру Беседину. Последнему понравилась проделанная работа, и оба утвердили данную песню. С Move Like a Devil работа проходила несколько более напряжённо. Селиверстов и Беседин потратили день на создание демозаписи. Режиссёр активно помогал композитору и предложил несколько идей, впоследствии вошедших в финальную версию песни. Селиверстов прокомментировал работу над треком следующим образом:
Мы поняли, что Гром, в каком-то смысле, — это рок-н-ролл, в широком понимании. Это гитары, это барабаны, это звук, пробивающийся через любые преграды. Но помимо этого Гром ещё и ширина, оркестр и благородство. Поэтому мы подумали, что было бы здорово соединить классный роковый звук и вокал с оркестром.
Когда написание саундтрека было готово, Селиверстов и Беседин, взяв с собой демозаписи и написанные оркестратором партитуры, отправились в Великобританию, Лондон, на студию «Эбби-Роуд». Выбор именно британской студии был сделан основываясь на характере Игоря Грома: «Мы думали, если уж мы хотим сделать всё по максимуму, то, по сути, остаётся два варианта: либо британский звук, и это Эбби-Роуд, либо это американский звук, и это Sony Scoring Stage в Лос-Анджелесе. Картинка, поведение Грома, его харизма — всё это подсказывало, что музыка, всё-таки, должна быть немного британской». Связаться со студией Bubble удалось через её главного инженера Гайдена Бендалла, а сбором оркестра занималась фирма Isobel Griffiths. Запись большинства остальных музыкальных элементов песен проходила в США, штат Теннесси, город Нашвилл, в студии звукозаписи BlackBird. Главной причиной, по которой запись песен проходила в США, было желание композитора иметь аутентичное «американское» звучание. Исполняли песню вокалист Дэвид Мид-младший, гитарист Роб Макнилли, барабанщик Джерри Ро и басист Стив Мэкки. Ударные и бас-линии были дописаны уже при участии исполнителей. Также тщательно подбирались инструменты: были испробованы различные сочетания музыкальных инструментов. Исполняя длинное гитарное соло перед вступлением оркестровой части трека и одновременно следя за сценой в фильме, Роб Макнилли пытался подчёркивать звуком движения и действия героев. Хоровая партия была записана в России, Санкт-Петербурге под исполнением Санкт-Петербургского Камерного Хора. Запись всех частей музыки в США, Британии и России продлилась около месяца. В январе и до середины февраля прошёл процесс сведения собранного материала.
В фильме используется две лицензионные композиции: How You Like Me Now от The Heavy и Ya Mama от Fatboy Slim. Первая песня использовалась как в фильме, так и в трейлере. Переговоры о покупке лицензии на использование у Fatboy Slim трека Ya Mama проходили более напряжённо, и продлились они более трёх месяцев. На момент онлайн-премьеры на официальном сайте договор между студией и композитором ещё не был заключён, по причине чего композитору Роману Селиверстову пришлось написать другую композицию для замены. Тем не менее переговоры продолжались, чтобы при загрузке фильма на YouTube иметь именно работу Fatboy Slim. Ради этого релиз «Майора Грома» на видеохостинге был задержан на два дня. В конце концов, разрешение на использование трека в фильме было получено, и сцена предстала именно в том варианте, в котором и была задумана.
| №                   | Название                                    | Длительность |
| ------------------- | ------------------------------------------- | ------------ |
| 1.                  | «Face of an Angel»                          | 3:41         |
| 2.                  | «It Might Be Better (feat. David Mead Jr.)» | 2:24         |
| 3.                  | «A Broken Cash Machine»                     | 0:41         |
| 4.                  | «Rest in Peace»                             | 0:41         |
| 5.                  | «Move Like a Devil (feat. David Mead Jr.)»  | 4:06         |
| 6.                  | «Good Idea»                                 | 1:23         |
| 7.                  | «The Housebreaker»                          | 0:33         |
| 8.                  | «Gang Leader Freaks Out»                    | 0:51         |
| 9.                  | «Ice Cold Driver»                           | 1:11         |
| 10.                 | «Police Arrives»                            | 0:54         |
| 11.                 | «Big Standoff»                              | 1:51         |
| 12.                 | «I'm Gonna Get You»                         | 2:43         |
| 13.                 | «Out of Balance»                            | 1:24         |
| 14.                 | «Without Knocking»                          | 1:33         |
| Общая длительность: | Общая длительность:                         | 22:56        |

## Продвижение
После анонса создания экранизации комиксов о майоре Громе большинство деталей о фильме держались в секрете (в частности актёрский состав фильма). Подробности о проекте были раскрыты на Comic Con Russia в октябре 2016 года, на котором был продемонстрирован трейлер. Показ трейлера проходил на сцене, на которой присутствовали сценаристы и продюсеры «Майора Грома» Артём Габрелянов и Владимир Беседин, креативный продюсер Роман Котков, а также основной актёрский состав в лице Александра Горбатова, Ивана Фоминова, Антона Кузнецова и Данилы Якушева. Первый постер фильма был выложен в сеть издательством Bubble Comics 1 февраля 2017 года — он изображал Игоря Грома и грабителей на белом фоне. После этого были выложены постеры с каждым главным героем фильма отдельно, имеющие подобный стиль. Второй, альтернативный постер был опубликован 13 февраля. На этот раз, помимо протагониста и антагонистов, присутствовали и полицейские, подвергшиеся нападению «хоккеистов», а сам постер был оформлен в тёмных тонах.
В феврале 2017 года был анонсирован комикс «Майор Гром: Шанс», служащий предысторией к самому фильму и повествующий о том, как грабители планировали свой налёт на банк. Сценаристами комикса выступили Артём Габрелянов и Владимир Беседин, художником — Мария Привалова, колористом — Анна Сидорова, за обложку отвечали Алина Ерофеева и Лада Акишина. Комикс был выпущен 15 февраля и включал в себя дополнительные материалы: концепты и галерею постеров фильма. «Шанс» не был единственным комиксом по мотивам фильма: основной художницей серии Майор Гром, Анастасией Ким, было создано два комикс-стрипа, в которых фигурируют персонажи Сергей Разумовский и Юлия Пчёлкина, не появившиеся в самом фильме. Также, специально для выставки произведений поп-культуры Comic Con Russia, в 2016 году была выпущена ограниченная версия выпуска № 48 с альтернативной обложкой, на которой запечатлён актёр Александр Горбатов в роли Игоря Грома.
Для продвижения фильма в мессенджер Telegram от лица Bubble был добавлен бот, имитирующий главного героя фильма Игоря Грома. Пользователь мог общаться с «Громом», а также пройти тест на роль его напарника. В марте 2017 года была добавлена возможность пройти викторину по фильму. Некоторое время до премьеры на официальном сайте посетитель мог сообщить «Грому» о негативном поведении пользователей социальной сети ВКонтакте: в поле ввода текста предлагалось вписать url-адрес страницы «обидчика», после чего адресату отправлялось шуточное сообщение с предупреждением. В приложении Magic, предлагающем пользователю делать селфи с фильтрами в виде различных масок, была добавлена маска хоккеиста, используемая грабителем «Психом».

## Выход
Изначально премьера «Майора Грома» должна была состояться в декабре 2016 года, однако из-за желания продемонстрировать свою работу на Берлинском международном кинофестивале в рамках европейского кинорынка создатели перенесли дату на февраль 2017 года.
Первая демонстрация фильма в России состоялась для прессы 15 февраля 2017 года в Москве, а затем 16 февраля 2017 года — в Санкт-Петербурге.
Премьера для широкого круга зрителей была перенесена на 19 февраля 2017 года и должна была состояться в виде онлайн-трансляции на сайте Life.ru. Показ был сорван техническими неполадками сервера, вызванными, по словам Артёма Габрелянова, большим количеством зрителей. Случившееся активно обсуждалось в сети — люди были недовольны срывом трансляции. Свои комментарии по теме также высказали и некоторые критики в своих рецензиях: «Первое впечатление о короткометражке подпортила сорванная онлайн-трансляция», — писал обозреватель журнала «Мир фантастики» Александр Стрепетилов; «широко разрекламированный онлайн-показ так и не состоялся <…> благополучно загружалась лишь предваряющая показ реклама компьютерной игры про новую мировую войну», — поделился впечатлениями Алексей Юсев, рецензент от Regnum.
По этой причине было решено остановить трансляцию и удалить её с сайта. Создатели пообещали в ближайшие дни выложить фильм на свой канал на видеохостинге YouTube. Данная ситуация позволила им закончить упомянутые ранее переговоры с музыкантом Fatboy Slim об использовании его трека Ya Mama в одной из сцен картины. Фильм, в общей сложности продолжительностью в 28 минут 50 секунд, был выложен на канал 21 февраля 2017 года. За первые сутки ролик собрал более 1,7 миллиона просмотров. По состоянию на 29 ноября 2017 года, фильм набрал более 5 миллионов просмотров.
Телевизионный премьерный показ «Майора Грома» состоялся 9 марта 2017 года на российском «Первом канале» в рамках шоу «Вечерний Ургант».

## Восприятие
| Рейтинги       | Рейтинги |
| Издание        | Оценка   |
| -------------- | -------- |
| 25-й кадр      | 3.5/5    |
| Люмьер         | 9/10     |
| Котонавты      | 8/10     |
| Мир фантастики | 7/10     |
| Film.ru        | 6/10     |

В целом фильм «Майор Гром» получил положительные отзывы среди российских критиков. Средний рейтинг фильма на сайте «Критиканство.ру» составляет 71 балла из 100 возможных на основе 15 рецензий. Почти единогласно критики хвалили фильм за постановку боевых сцен и трюков, но и отмечали, что на фоне этого особенно бросается в глаза ходульный сюжет, клишированные диалоги и неудачные шутки. Большинству рецензентов импонировала актёрская работа Александра Горбатова в роли Игоря Грома, однако игра актёров, исполняющих «хоккеистов»-грабителей, получила в основном негативные отзывы.
Александр Трофимов из «Канобу» положительно отнёсся к фильму. Критик высоко отозвался о схватке между майором Громом и грабителями в банке. Остальная часть экшн-сцен была названа Трофимовым уже не такой запоминающейся. Среди комедийных моментов фильма была выделена сцена с водителем и главарём банды грабителей, но остальной юмор не получил высоких оценок. Подводя итоги, рецензент назвал первую попытку Bubble Studios неидеальной, однако стоящей внимания, а также выразил надежды, что в полнометражной картине будет больше детективной составляющей оригинальных комиксов, нежели экшн-сцен. Сусанна Альперина из «Российской газеты» в положительном ключе сравнила музыкальное сопровождение «Майора Грома» с таковым из серии фильмов о Джеймсе Бонде и отметила что кино-комикс резко не похож на российские сериалы о полиции. Альперина похвалила и экшн-сцены, и то, что фильм создавался с учётом на русскую аудиторию. Станислав Погорский из новостного сайта «Котонавты» согласился с создателями в том, что комиксы о майоре Громе для создания первого, дебютного фильма студии подойдут лучше всего. В рецензии Погорский заявляет, что дебютный проект Bubble Studios является тем, что могла бы сделать Marvel Studios, если бы «её боссы не душили комиксную палитру под серые запросы тестовых групп».
Александр Стрепетилов из издания «Мир фантастики» в целом похвалил фильм, в частности, за экшн, игру Александа Горбатова и использование «выражений лиц» на масках грабителей для отображения их эмоций. Среди минусов Стрепетилов отметил отсутствие у «Майора Грома» самостоятельности от комикса, из-за чего приглянуться картина может в основном фанатам и вряд ли сможет завлечь зрителей, не знакомых с работами Bubble Comics, к оригинальным комиксам; а также чрезмерный продакт-плейсмент, выражаемый в постоянных появлениях в кадре СМИ Life.ru. Рецензенту «25-го кадра», Игорю Талалаеву, понравилась идея создателей использовать для масок грабителей лица злодеев из советского мультфильма «Шайбу! Шайбу!», а также сцена схватки между Громом и бандитами, названная им главной в фильме. Среди минусов Талалаев перечислил слишком простой сюжет, скучные диалоги и далеко не всегда работающие шутки, но посчитал это последствиями формата короткого метра и факта, что это первая, «пробная», экранизация, однако понадеялся, что следующий опыт киностудии будет более удачным.
Главным образом, негативные оценки фильм получил от «Dtf.ru» и «Regnum». Вадим Елистратов из «Dtf.ru» не стал оправдывать картину, посчитав что студия больше времени потратила на визуальные эффекты, нежели на раскрытие персонажа Грома. Тем не менее Елистратов согласился, что создателям удалось сделать показательное российское кино с технической стороны, но необходимость этого без проработанного сюжета подверг сомнению, так как, по мнению автора, примеры хорошей технической реализации в отечественном кинематографе уже имеются и доказывать зрителю техническую компетентность российского развлекательного кино нет необходимости. Алексей Юсев, представляющий ресурс «Regnum», резко раскритиковал «Майора Грома». Юсев обвинил Bubble Studios в чрезмерном плагиате других кинокомиксов, в основном «Тёмного рыцаря» Кристофера Нолана и «Хранителей» Зака Снайдера. Обозреватель раскритиковал саундтрек фильма, где звучали исключительно песни на английском языке. Несмотря на это, Юсев похвалил картину за постановку трюков и боевых сцен.
В марте 2025 г. наравне с картинами «В бой идут одни «старики»», «Офицеры», «Баллада о солдате», «Сын полка», «Они сражались за Родину», «А зори здесь тихие», «Чебурашка», «Онегин» и «Холоп» был включён в список рекомендованной Минпросвещения РФ «золотой коллекции» фильмов, рекомендованных школьникам 8-9 классов «к просмотру после уроков».

## Полнометражный фильм
Представители Bubble Studios не раз заявляли, что короткометражка является пробным проектом перед съёмками полнометражного фильма, за которым, в случае успеха, последовали бы экранизации и других серий комиксов Bubble. Сюжет кинофильма «Майор Гром: Чумной Доктор», премьера которого состоялась 1 апреля 2021 года, повествует об истории петербургского майора полиции Игоря Грома, который преследует убийцу-линчевателя в маске чумного доктора. На сей раз главная роль досталась Тихону Жизневскому: Александру Горбатову, которого изначально планировали оставить в роли майора Грома, не удалось сработаться с командой фильма. Кроме того, «Майор Гром: Чумной Доктор» сталкивался со сложностями в производстве и построении концепции, в результате чего режиссёр Владимир Беседин прекратил работать с «Bubble Studios», а производство фильма было полностью перезапущено. Короткометражный фильм «Майор Гром» и первый тизер «Майора Грома: Чумного Доктора» были вскоре признаны самой студией неканоничными относительно дебютного полного метра и последующих фильмов, в случае появления таковых.
«Майор Гром: Чумной Доктор» получил неоднозначные, но преимущественно сдержанно-положительные отзывы рецензентов. Картина слабо выступила в прокате, собрав всего 328 млн рублей в СНГ при бюджете в 640 млн рублей, однако хорошо показала себя на онлайн-платформах Netflix и «КиноПоиск HD», где после выхода вырвалась в лидеры по количеству просмотров.